# Deudorix strephanus
Deudorix strephanus är en fjärilsart som beskrevs av Druce 1896. Deudorix strephanus ingår i släktet Deudorix och familjen juvelvingar. Inga underarter finns listade i Catalogue of Life.